# MetroPCS
MetroPCS war ein US-amerikanischer Mobilfunkanbieter mit Sitz in Richardson, Texas. Das Unternehmen wurde 1996 als „General Wireless“ gegründet und hatte auf dem US-Mobilfunkmarkt rund 9 Millionen Kunden. Als fünftgrößter Mobilfunkanbieter in den USA machte MetroPCS im Jahr 2011 einen Umsatz von 4,8 Milliarden Dollar. In eigenen Geschäftsstellen und in großen Einzelhandelsketten wie Best Buy und Walmart wurden die gängigen Smartphones von Apple, Samsung, HTC, LG und RIM vertrieben.

## Zusammenschluss mit T-Mobile USA

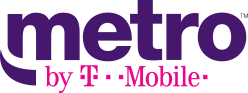

Am 3. Oktober 2012 gab die Deutsche Telekom den Zusammenschluss von T-Mobile US mit dem US-Mobilfunkanbieter MetroPCS bekannt. Die Deutsche Telekom ist an dem Gemeinschaftsunternehmen mit 74 % beteiligt, die ehemaligen Aktionäre der MetroPCS mit 26 %. Die Transaktion wurde nach Zustimmung der zuständigen Kartellbehörden Ende April 2013 abgeschlossen. Seit 1. Mai 2013 operiert die neue T-Mobile US Inc. mit den beiden Marken T-Mobile und metroPCS am Markt. Das Unternehmen ist an der New York Stock Exchange notiert. Der bisherige Präsident von metroPCS, Thomas C. Keys, wurde neuer Vize-Präsident von T-Mobile USA und als solcher auch COO des Geschäftsbereichs metroPCS innerhalb des fusionierten Unternehmens.